# حوض کربلائی نجف
حوض کربلائی نجف یک روستا در ایران است که در دهستان بجستان واقع شده‌است.